# 鉄芽球性貧血
鉄芽球性貧血(てつがきゅうせいひんけつ: Sideroblastic anemia)とは、鉄が有っても使うことが出来ずに起こる貧血。

## 概念
骨髄異形成症候群の一種。FAB分類の「環状鉄芽球を伴う不応性貧血(RARS)」の事。WHO分類第4版での「鉄芽球性不応性貧血」に相当するが、この場合は後述する先天的にヘム合成酵素の異常が認められた場合や、鉛・薬物などの原因が特定されたものは除外される。

## 病態
赤芽球内のミトコンドリアにおいて、鉄を利用してヘモグロビンを合成する過程に異常がある。

## 分類
- 先天性鉄芽球性貧血
  - X染色体性鉄芽球性貧血
  - 常染色体性鉄芽球性貧血
- 後天性鉄芽球性貧血
  - 原発性鉄芽球性貧血
  - 続発性鉄芽球性貧血

## 原因
先天的なものと後天的なものがある。後天的な鉄芽球性貧血では、原発性のもの（骨髄異形成症候群など）と続発性のものがある。続発性鉄芽球性貧血の原因として、白血病、関節リウマチなどの基礎疾患によるものとクロラムフェニコール、鉛中毒、慢性アルコール中毒などの薬物性、中毒性のものがある。

## 症状
正常なヘモグロビンが出来ずに貧血に陥る。

## 合併症
鉄が利用できないため、鉄過剰症を引き起こす。軽度の黄疸も起こる。

## 検査
- 血液検査
  - 末梢血塗沫染色標本検査
    - 正球性と小球性の赤血球が混在している。正球性と小球性の赤血球が混在している事を二相性貧血と言う。

  - 血清生化学検査
    - 血清鉄、貯蔵鉄（フェリチン）は利用されないため増加する。総鉄結合能(TIBC)は減少する。
    - 総鉄結合能は変化しない。不飽和鉄結合能は、利用されずに余っている血清鉄によってトランスフェリンが占領されるために、低下する。
- 鉄動態検査
  - 血漿鉄消失時間は、赤血球不足に反応してホメオスタシスが全身の鉄不足だと勘違いした結果、血清鉄をどんどん骨髄に送るので、短縮する。
  - 赤血球鉄利用率は、投与した鉄が利用されないために低下する。
- 骨髄血塗沫染色標本検査
  - 鉄染色を行うと、利用されないままの鉄がミトコンドリアに蓄積し、それが細胞核の周りを取り囲んでいる様子が輪に見える赤芽球が認められる。鉄の粒が核の周りを取り囲んでいる赤芽球を環状鉄芽球(ringed sideroblast)と言う。

## 診断
骨髄塗沫標本で環状鉄芽球が全赤芽球の15%以上を占める場合、本症と診断する。但し他の血球系に異常が認められれば骨髄異形成症候群の「多系統異形成を伴う不応性汎血球減少症」と診断し、本疾患からは除外される。

## 治療
- 鉄を利用する過程に異常があるため、いくら鉄を摂取しても改善しない。むしろ鉄過剰症を助長させるため避けるべきである。同様の理由から輸血も最低限にとどめる。
- アルコールなどの発症に関与するものの摂取を避け、ピリドキシンを投与する。鉄過剰症の治療にはデフェロキサミンやデフェラシロクスを投与する。

## 予後
慢性に進行し、ピリドキシンに反応しない場合は難治性となる。長期にわたると鉄過剰症が進行し、それによる肝機能障害や心不全などの危険性が高まる。

## 診療科
血液内科